# Simulacros e Simulação

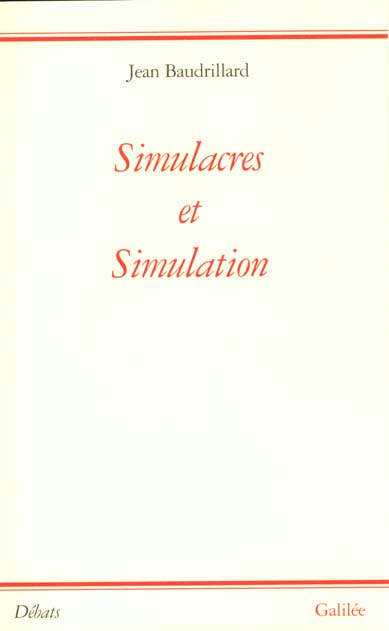

Simulacros e Simulação (em francês:  Simulacres et Simulation) é um tratado filosófico de Jean Baudrillard que discute a relação entre realidade, símbolos e sociedade.
Simulacros são cópias que representam elementos que nunca existiram ou que não possuem mais o seu equivalente na realidade. Simulação é a imitação de uma operação ou processo existente no mundo real.

## Visão geral
...O simulacro nunca é aquilo que esconde a verdade - é a verdade que esconde o que não existe. O simulacro é verdadeiro.
  A citação é creditada ao Eclesiastes, mas as palavras não aparecem lá. Pode ser visto como um acréscimo, uma paráfrase e um endosso da condenação do Eclesiastes da busca da sabedoria como tolice e 'perseguição do vento' - veja, por exemplo, Eclesiastes 1.16.
Simulacros e Simulação aborda os símbolos e signos e o modo como estes se relacionam com a contemporaneidade (existências simultâneas). Baudrillard afirma que a sociedade atual substituiu toda a realidade e significados por símbolos e signos, tornando a experiência humana uma simulação da realidade. Além disso, esses simulacros não são meramente mediações da realidade, nem mesmo mediações enganadoras da realidade; eles simplesmente ocultam que algo como a realidade é irrelevante para nossa atual compreensão de nossas vidas.
Segundo Baudrillard, existem três categorias de simulacros. Na primeira, o simulacro é natural, baseado na imitação da realidade. É otimista e utópico, consciente da impossibilidade de igualar representação e realidade (como se via, no período pré-moderno, nas pinturas, por exemplo). Guarda-se, no caso, a diferenciação e se mantém o referencial, ou seja, o objeto real. Nas palavras do autor: "é a ilha da utopia oposta ao continente do real". Na segunda categoria, o simulacro é produtivo, mecânico, metalúrgico, materializado pela máquina, produtor de potência. Ele surge no período da Revolução Industrial. Aqui, a cópia, produzida massivamente, ameaça a fonte, o objeto real, a referência originária. Na terceira categoria, o simulacro é cibernético, computadorizado. Ele se baseia na informação e controle total. Não há mais o "objeto real". O simulacro, aqui, precede qualquer referência e implode os modelos. Os signos saturam os valores simbólicos e escondem a realidade, que se tornou uma utopia inalcançável, tal como sonhar com um objeto perdido para sempre. O simulacro de primeira ordem é "operático"; o de segunda, operatório; e o de terceira, operacional.